# تأثير السلور
تأثير السلور (بالإنجليزية: Catfish effect)‏ هو تأثير منافس قوي في جعل الضعفاء يطورون أنفسهم. الوسائل التي يطبق بها هذا التأثير في منظمة تسمى إدارة السلور.
في النرويج يبلغ ثمن سمك السردين الحي أضغاف ثمن السردين المجمد نظرا لمذاقها وملمسها. كان يقال أن سفينة واحدة تمكنت من جلب اسماك سردين حية إلى البر، وحافظ ربان السفينة على طريقته سرا. بعد موته وجد الناس سمكة سلور في حوض السمك. سمكة السلور تسبح في الحوض، فتحاول أسماك السردين تفادي هذا المفترس. هذا المستوى المرتفع من النشاط يبقي اسماك السردين نشيطة بدل أن تظل مستقرة. وقد ذكرت هذه القصة في فيلم «كاتفيش» (سلور بالعربية) الذي يناقش موضوع الانتحال الإلكتروني.
تستعمل هذه الطريقة في إدارة الموارد البشرية لتحفيز فريق بحيث يشعر كل عضو بمنافسة قوية، وبالتالي تظل المنافسة مرتفعة في الفريق كله.

## أصل التأثير
الأصل مجهول، وتوجد نقاشات قليلة حول الموضوع في الأدب الإنجليزي لكنه مذكور ومناقش بشكل واسع في الأدب الصيني مثل بعض البحوث المكتبية.